# Sparedrus aspersus
Sparedrus aspersus är en skalbaggsart som först beskrevs av Leconte 1886.  Sparedrus aspersus ingår i släktet Sparedrus och familjen blombaggar. Inga underarter finns listade i Catalogue of Life.